# Тенеевское сельское поселение
Тене́евское се́льское поселе́ние (чув. Тени ял тӑрӑхӗ) — упразднённое в 2022 году муниципальное образование в составе Аликовского муниципального округа Чувашской Республики. Административный центр — село Тенеево.
В состав поселения входят 5 населённых пунктов:
- Тенеево — село, административный центр поселения (расстояние до райцентра — 7,5 км).
- Задние Хирлепы — деревня
- Кармалы — деревня
- Передние Хирлепы — деревня
- Эренары — деревня

По землям поселения течёт река Хирлеп. Недалеко от Тенеево — одноимённое озеро.

## Средства массовой информации
- Газеты и журналы: Аликовская районная газета «Пурнăç çулĕпе» — «По жизненному пути».
- Телевидение: Население использует эфирное и спутниковое телевидение, за отсутствием кабельного телевидения. Эфирное телевидение позволяет принимать национальный канал на чувашском и русском языках.
- Радио: Радио Чувашии, Национальное радио Чувашии